# Klaus Ager
Klaus Ager (* 10. Mai 1946 in Salzburg) ist ein österreichischer Komponist und Dirigent. 1975 gründete er das Österreichische Ensemble für Neue Musik und 1977 das Musikfestival Aspekte Salzburg. Er war langjährig Professor für Komposition in Bregenz und Salzburg. Von 1995 bis 2000 war er Rektor des Mozarteums. Von 2004 bis 2014 war er Präsident des Österreichischen Komponistenbundes und von 2006 bis 2014 des European Composers’ Forum in Brüssel. Er gehört zu den führenden zeitgenössischen Komponisten in Österreich.

## Leben
Klaus Ager studierte von 1967 bis 1970 Klavier, Violine, Komposition bei Cesar Bresgen, Dirigieren bei Gerhard Wimberger am Mozarteum und Musikwissenschaften bei Gerhard Croll an der Universität Salzburg. Von 1971 bis 1973 studierte er dann Komposition bei Olivier Messiaen und Elektroakustische Musik bei Pierre Schaeffer am Conservatoire de Paris. Zudem besuchte er Kurse in Komposition, Elektroakustik und Computermusik bei Karlheinz Stockhausen und Luciano Berio.
Von 1970 bis 1971 war er Korrepetitor bei den Salzburger Festspielen. Im Jahr 1973 war er freier Mitarbeiter von Radio France in Paris und von 1974 bis 1978 von ORF in Salzburg. Von 1975 bis 1986 leitete er das von ihm begründete Österreichische Ensemble für Neue Musik. Im Jahr 1977 gründete er das zeitgenössische Musikfestival Aspekte Salzburg, welches im Jahr 2006 den 30. Geburtstag feierte und dessen künstlerische Leitung er innehatte. 1994 gründete er das Aspekte New Music Ensemble in Salzburg.
Von 1973 bis 1979 war er Assistent an der Lehrkanzel für Musiktheorie an der Hochschule für Musik und darstellende Kunst „Mozarteum“ Salzburg. Auslandsaufenthalte führten ihn an das Elektronmusikstudion in Stockholm (1974), die University of California, San Diego (1977) und die Colgate University in Hamilton, New York (1979, 1981). 1979 wurde er Leiter der Lehrkanzel für Musikanalyse und ab 1986 Professor am Mozarteum Salzburg. Von 1991 bis 1995 war er stellvertretender Rektor und von 1995 bis 2000 Rektor ebenda. Zusätzlich war er von 1981 bis 1986 Professor für Komposition am Konservatorium Bregenz.
Ab dem Jahr 2000 widmet sich Klaus Ager vor allem der Tätigkeit als Gastkomponist und Lektor in Süd- und Nordamerika und setzt sich europaweit für eine Besserstellung der Komponisten/Komponistinnen ein. Im Jahr 2003 konnte er durch seinen Einsatz betreffend Subventionen und innovativer Artikel erreichen, dass die Arovell-Musikzeitschrift auf ein Farbmedium mit einer Auflage von 700 Stück pro Quartal erweitert wurde. Gemeinsam mit Andor Losonczy, Herbert Grassl und anderen verlegt er im Eigenverlag Edition 7 in Salzburg.
Von 1981 bis 1994 war er Präsident der Europäischen Konferenz der Veranstalter Neuer Musik. Von 2004 bis 2014 war er Präsident des Österreichischen Komponistenbundes, in dieser Funktion initiierte er u. a. den Kongress „Komponieren im Europa des 21. Jahrhunderts“, der vom 2. bis 5. Februar 2006 im Gläsernen Saal des Wiener Musikvereins stattfand und als dessen wichtigstes Ergebnis ein Netzwerk aller europäischen Komponistenverbände im Entstehen ist. 2006 wurde er Präsident des Europäischen Komponistenverbandes ECF, dem European Composers’ Forum in Brüssel. 2007 war er Mitbegründer der European Composer and Songwriter Alliance, deren Ehrenpräsident er seit 2017 ist. Er ist Mitglied der Europäischen Akademie der Wissenschaften und Künste.
Seine Kompositionen (u. a. elektroakustische und Computermusik) wurden bereits in Nord- und Südamerika, Australien, Europa, Japan und Korea, aber auch bei den Weltmusiktagen der Internationalen Gesellschaft für Neue Musik ISCM aufgeführt.

## Auszeichnungen
- 1975: Förderungsstipendium der Salzburger Landesregierung[5]

## Werke (Auswahl)

### Vokalmusik
- BETA break towards infinity für gemischten Chor und verschiedene Klangerzeuger op. 22 (1975)[6]
- La Règle du jeu für Stimme, Flöte, Klarinette, Violine, Violoncello und Klavier op. 28 (1978)[6]
- Kohärenz – Inkohärenz II für Chor und Kammerorchester op. 30 (1980)[6]
- Gesang zur Nacht für Sopran, Flöte, Klarinette, Violine, Violoncello und Klavier op. 43 (1985)[6]
- Dem schweigenden Antlitz der Nacht für Alt/Sopran, Flöte, Gitarre und Schlagwerk op. 44/I und II (1986 und 1996)[6]
- KEATS für Gesang und Ensemble op. 62 (1991/92)[6]
- Friede, Kantate für Soli und großes Orchester op. 33/4 (2002)[6]
- Duino III – Gesualdo für 5-stimmigen Chor op. 82 (2004)

### Instrumentalmusik
- HOSHI für Bläserquintett. op. 13 (1975)[6]
- Streichquartett I op. 21 (1977)[6]
- Kohärenz – Inkohärenz I für 3 Bassklarinetten op. 29 (1980)[6]
- Fades the light from the sea für Orchester op. 33/3 (1981)[6]
- Lamento für Streichorchester op. 33/2 (1981)[6]
- Blätter für Klarinette op. 45 (1987–1989)
- Kohärenz – Inkohärenz III für Flöte op. 46 (1987)[6]
- Serenade für Hammerklavier und Ensemble op. 60/1 (1990)[6]
- Konzert (Serenade) für Klarinette und Orchester op. 60/2 (1991)
- KHAGJA für Flöte und Schlagzeug op. 64 (1992)[6]
- Drei kleine Klavierstücke op. 81 (2004)[6]
- Camchatka für Violoncello (2006)

### Bühnenwerke
- Agnus Dei, Ballettmusik auf Tonband (1980)

### Elektronische Musik
- sondern die sterne sinds op. 12 (1974)[6]
- Poêmes op. 14 (1976)[6]
- ORC17 für computergeneriertes Tonband op. 33/1 (1981)[6]
- CLB512 für Klarinette und Tonband op. 39 (1983)[6]
- Bibyké, Klangmobilprojekt (1991)[6]

## Schriften (Auswahl)
- Computermusik – Ende der Euphorie? IGNM Forum. In: Österreichische Musikzeitschrift, 1982, 37, 7–8, S. 432 f.
- Drei Fragen an die Komponisten. In: Österreichische Musikzeitschrift, 1983, 38, 3, S. 154–166.
- Friedrich Cerha: Spiegel. In: Melos, 1986, 48 3, S. 2–39.
- Der Ultrachromatismus Ivan Wyschnegradskys in melodischer und rhythmischer Hinsicht. In: Franz Richter-Herf (Hrsg.): Mikrotöne. Bericht über das internationale Symposium Mikrotonforschung, Salzburg 1985. Innsbruck 1986, S. 123–126.
- Olivier Messiaen. Ein Sonderfall? Gedanken anlässlich seines 80. Geburtstags. In: Österreichische Musikzeitschrift, 1988, 43, S. 172–176.
- Professionelle Musiknotation mit Hilfe eines Personal-Computers. In: Arbeitsgemeinschaft der Musikerzieher Österreichs (Hrsg.): Die Musikerziehung im Zeitalter der Elektronik. VWGÖ, Wien 1989, ISBN 3-85369-732-1, S. 83–88.
- Die Musikhochschule Mozarteum und die zeitgenössische Musik. In: Österreichische Musikzeitschrift, 1991, 46, 6, S. 346 f.
- Tonalität – Atonalität. Schönbergs Streichquartett op. 10. In: Capriccio di Strauss, 2004, 1, S. 7–11.
- Vom domaine public payant zum Mozartgroschen. In: Österreichische Musikzeitschrift, 2004, 59, 11/12, S. 31–35.
- Auftakt. In: Österreichische Musikzeitschrift, 2008, 63, 7, S. 1.
- Mikrotonal komponieren. Statements von fünf KomponistInnen. In: Österreichische Musikzeitschrift, 2008, 63, 7, S. 26–31.

## Schüler
- Joseph Diermaier (* 1964)
- Dieter Lehnhoff (* 1955)
- Wolfgang Lindner (* 1952)